# Ektotherm

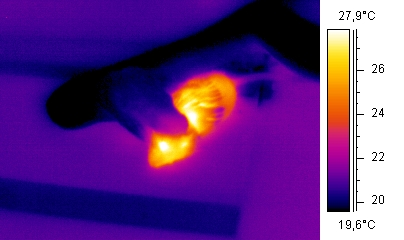
Infrarotbild: ein ektothermes Reptil frisst eine endotherme Maus

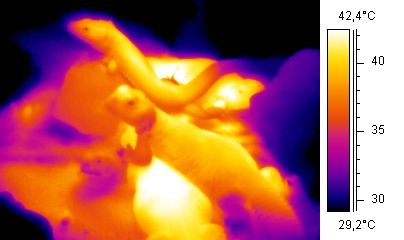
Durch Verhaltensweisen wie Sonnenbaden können ektotherme Eidechsen sich erheblich erwärmen

Als ektotherm bezeichnet man in der Biologie Tiere, deren Körpertemperatur von der Umwelttemperatur abhängig ist und normalerweise nicht wesentlich von ihrem Stoffwechsel beeinflusst wird. Daher werden ektotherme Tiere auch als wechselwarme Tiere bezeichnet. Die gegenteilige Eigenschaft nennt man endotherm. Ektotherme Tiere sind meist wechselwarm oder poikilotherm, endotherme Tiere meist auch gleichwarm bzw. homoiotherm. Die überwiegende Mehrheit der Lebewesen ist nicht obligat endotherm.
- Bei Tiefseefischen hängt die Körpertemperatur allein von der Außentemperatur ab. Da das Wasser in der Tiefsee immer eine Temperatur von 4° C hat, besitzen die dort vorkommenden Fische zwar immer diese Temperatur; da sie die aber nicht regulieren können, sind sie ektotherm, anders als gleichwarme Tiere, deren konstante Körpertemperatur von diesen selbst reguliert wird.

- Alle wirbellosen Tiere, Amphibien und die meisten Reptilien und Fische sind ektotherm bzw. poikilotherm. Ihre Körpertemperatur hängt von der Außentemperatur ab. Sie kann aber in gewissem Rahmen durch ihr Verhalten reguliert werden (z. B. Sonnenbad, Rückzug in ein Versteck, Kleptothermie, hohe körperliche Aktivität). So erwärmen sich manche Insekten wie Hummeln durch Muskelzittern an kühlen Morgen für einige Minuten, um fliegen zu können.

- Manche endothermen Tiere senken zeitweise ihre Körperkerntemperatur, so dass während der Nacht oder der kalten Jahreszeit weniger Energie verbraucht wird. Dies wird Torpor genannt. Die Körperkerntemperatur während dieses Winterschlafs wird, anders als bei der Winterstarre, vom Hypothalamus gesteuert und bei Störungen umgehend durch Noradrenalinausschüttung auf Normaltemperatur angehoben.
- Pflanzen werden nicht als poikilotherm bezeichnet. Sie können einer Überhitzung effektiv mittels Blattstellung, Nutzung des Windes zur Kühlung und über Transpiration entgegenwirken. Transpiration ist ein sehr effektiver Weg der Kühlung, allerdings abhängig von der Wasserverfügbarkeit. Außerdem sind Pflanzen auch in der Lage, mittels Atmung (durch alternative Oxidase – AOX) die Temperatur des Organismus oder von einzelnen Organen gegenüber der Umgebung zu erhöhen. U. a. kommt dies bei den Blüten von Vertretern der Gattung Aronstab (Arum) vor.

## Weblink
- Der Begriff ektotherm www.wasser-wissen.de